# (887) Alinda
(887) Alinda – planetoida z grupy Amora, należąca do obiektów NEA.

## Odkrycie
Została odkryta 3 stycznia 1918 roku w Landessternwarte Heidelberg-Königstuhl w Heidelbergu przez Maxa Wolfa. Nazwa pochodzi od starożytnego miasta Alinda położonego w Karii albo od męskiej postaci z mitologii aborygeńskiej. Przed nadaniem nazwy planetoida nosiła oznaczenie tymczasowe (887) 1918 DB.

## Orbita
(887) Alinda okrąża Słońce w ciągu 3 lat i 336 dni w średniej odległości 2,49 au. Od tej asteroidy wzięła nazwę rodzina planetoidy Alinda.